# Archiearis dilutior
Archiearis dilutior är en fjärilsart som beskrevs av Heinrich 1916. Archiearis dilutior ingår i släktet Archiearis och familjen mätare. Inga underarter finns listade i Catalogue of Life.